# Ludwik Kubala

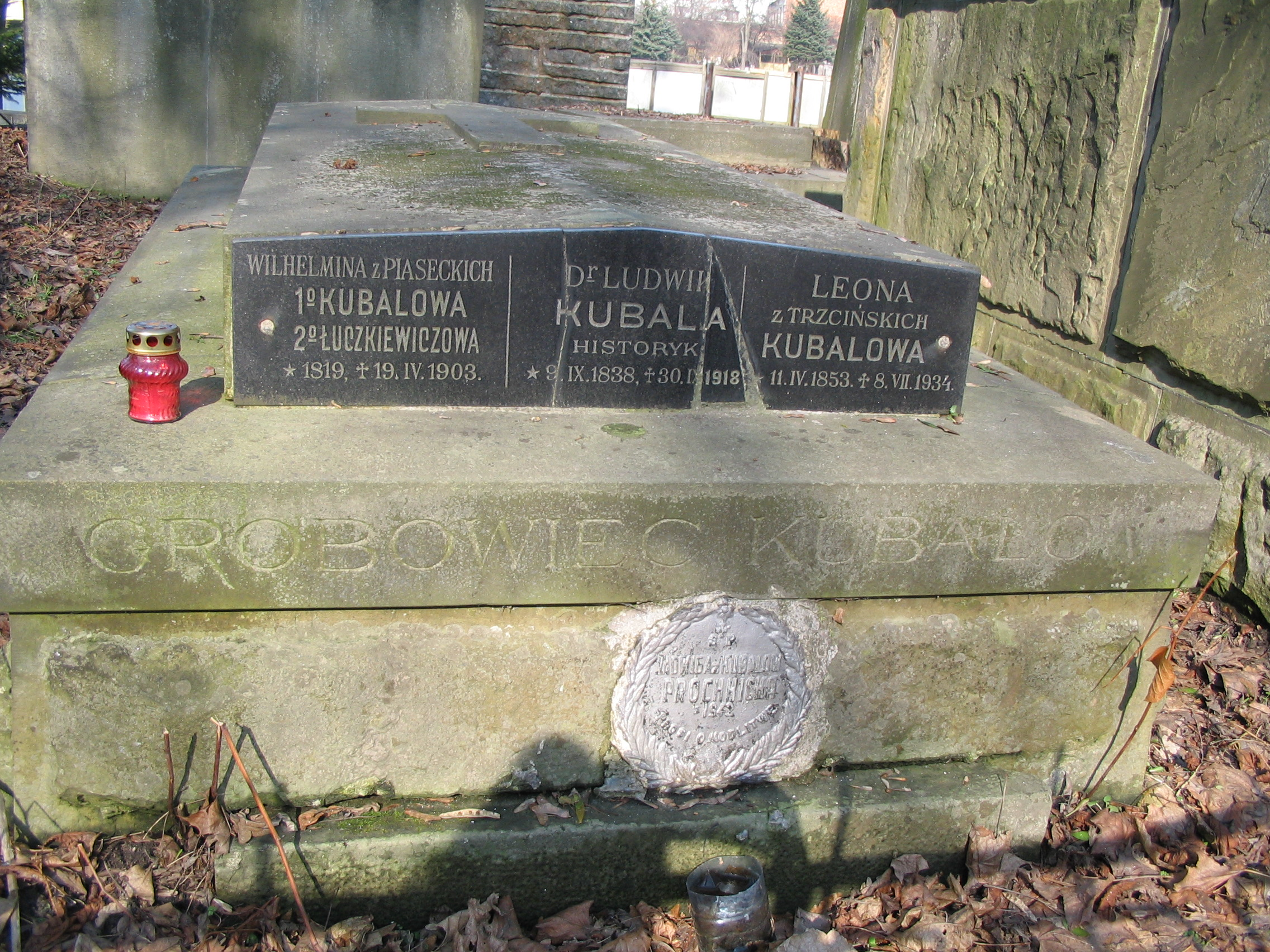
Nagrobek Ludwika Kubali

Ludwik Kubala (ur. 9 września 1838 w Kamienicy, zm. 30 września 1918 we Lwowie) – polski historyk, nauczyciel.

## Życiorys
Ludwik Kubala urodził się 9 września 1838 r. w Kamienicy. Tam, jak również w zakupionej przez jego rodziców w 1838 r. Łukowicy Łapczyńskiej, przyszły historyk spędził swoje dzieciństwo i wczesną młodość. Do szkoły powszechnej uczęszczał w Starym Sączu, a w latach 1849–1855 do gimnazjum w Nowym Sączu. Klasę VIII przerabiał w Gimnazjum św. Anny w Krakowie. W 1857 zdał egzamin dojrzałości i zapisał się na Wydział Prawa Uniwersytetu Jagiellońskiego. Już jednak po roku nauki w Krakowie przeniósł się na Uniwersytet w Wiedniu, gdzie rozpoczął studia na Wydziale Filozoficznym (1858-1861). Brał udział w pracach organizacyjnych powstania styczniowego. Był szefem policji powstaniowej w Krakowie, za co uwięziono go na dwa lata w więzieniu w Josephstadt (15 grudnia 1863 – 18 listopada 1865). W 1863 roku wydał broszurę Uwagi przez Pewnego, w której krytykował Rząd Narodowy. W 1869 z wielkimi trudnościami, mimo posiadanego doktoratu, rozpoczął pracę jako suplent w III gimnazjum im. Franciszka Józefa we Lwowie. Dopiero w 1872 zdał egzamin na nauczyciela, co opóźniło pisarstwo historyczne rozpoczęte podczas uwięzienia. We wrześniu 1872 wraz z Dominikiem Machnowskim zostały pierwszymi nauczycielami nowo otwartego niższego 4-klasowego C. K. Gimnazjum w Złoczowie.
W latach 1880–1881 opublikował dwa tomy szkiców historycznych, które przyniosły mu sławę i popularność. Pod ich wpływem Henryk Sienkiewicz odstąpił od pisania powieści o Władysławie Warneńczyku i stworzył Trylogię. W połowie XX w. szkic Poselstwo Puszkina w Polsce zainspirował także Władysława Zambrzyckiego do napisania antymoskiewskiej powieści W oficynie Elerta. Twórczość Ludwika Kubali liczy kilkaset pozycji. Brak jednak do dziś jej solidnego naukowego opracowania oraz wnikliwej oceny.
W 1903 był prezesem Towarzystwa Historycznego we Lwowie. W 1906 został prezesem założonego wówczas Towarzystwa Miłośników Przeszłości Lwowa. W ostatnim okresie życia był bibliotekarzem w Bibliotece Pawlikowskich we Lwowie. Trzy tygodnie przed śmiercią z okazji 80 urodzin Uniwersytet Franciszkański nadał mu tytuł doktora honoris causa. Miasto uczciło jego pamięć, nadając jego imię ulicy w centrum Lwowa (obecnie - 2013 - ul. Romana Szuchewycza).
Ludwik Kubala został pochowany na cmentarzu Łyczakowskim we Lwowie. Jego rękopisy wzbogaciły lwowskie Ossolineum.
Jego żoną od 1875 była Leona z domu Trzcińska herbu Pobóg (1853–1934), z którą miał dwóch synów Tomasza i  Wawrzyńca (1885–1967, doktor praw, wiceprezydent Lwowa) i dwie córki: Marię i Jadwigę Próchnicką. Był stryjem braci Władysława (1891–1941, podpułkownik intendentury) i Kazimierza (1893–1976, major pilot) Kubalów.

## Wybrane publikacje
- Stanisław Orzechowski i wpływ jego na Rzeczpospolitę wobec reformacji XVI wieku : rzecz historyczna (1870, wyd. Karol Wild)
- Jerzy Ossoliński. Wyd. 1. T. 1. Lwów: 1883. Brak numerów stron w książce
- Jerzy Ossoliński. Wyd. 1. T. 2. Lwów: 1883. Brak numerów stron w książce
- Jerzy Ossoliński. Wyd. 2 poprawione i uzupełnione przez autora. Warszawa: Ossolineum, 1924. Brak numerów stron w książce
- Oblężenie Lwowa w roku 1648. Wyd. 3. Warszawa: 1930. Brak numerów stron w książce
- Królewicz Jan Kazimierz. Oblęzenie Lwowa. Oblężenie Zbaraża. Poselstwo Puszkina. Bitwa pod Beresteczkiem. Kostka-Napierski. Lwów: 1880, seria: „Szkice Historyczne” 1. Brak numerów stron w książce
- Proces Radziejowskiego. Pierwsze "Liberum Veto". Krwawe swaty. Czarna śmierć. Wyprawa żwaniecka. Lwów: 1880, seria: „Szkice Historyczne” 2. Brak numerów stron w książce
- Wojna moskiewska R. 1654-1655. Warszawa: Gebethner i Wolff, 1910, seria: „Szkice Historyczne” 3. Brak numerów stron w książce
- Wojna szwecka w roku 1655 i 1656. Lwów: Ossolineum, 1880, seria: „Szkice Historyczne” 4. Brak numerów stron w książce (reprint Poznań 2005)
- Wojna Brandenburska i najazd Rakoczego w roku 1656-1657. Lwów: Ossolineum, 1910, seria: „Szkice Historyczne” 5. Brak numerów stron w książce (reprint Poznań 2005)
- Wojny duńskie i pokój oliwski 1657-1660. Lwów: Wydawnictwo Altenberga, 1922, seria: „Szkice Historyczne” 6. Brak numerów stron w książce, z przedmową Ludwika Finkla, (reprint Poznań 2005)
- Jerzy Ossoliński. Biografia. Szczęsne: Wydawnictwo Klinika Języka, 2024.

## Odznaczenia
- Kawaler Orderu Franciszka Józefa – Austro-Węgry (1894)[10].